# 161st Street-Yankee Stadium
161st Street-Yankee Stadium è una stazione della metropolitana di New York. Il complesso è costituito da due stazioni, una sotterranea e una di superficie, situate rispettivamente sulle linee IND Concourse e IRT Jerome Avenue. Sorge, come suggerito dal nome, vicino al famoso Yankee Stadium.
I suoi 8 766 012 passeggeri la rendono, al 2013, la stazione più trafficata di tutto il Bronx.

## Storia
La stazione sulla linea IRT Jerome Avenue fu aperta il 2 giugno 1917, come parte della prima tratta della linea, mentre quella sulla linea IND Concourse venne inaugurata il 1º luglio 1933.

## Strutture e impianti

### Architettura
La stazione sotterranea è stata recentemente ristrutturata. Prima dei lavori essa era caratterizzata dalla presenza, nel piano binari, di grandi scritte in blu, indicanti il nome della stazione, 161.
Dopo la ristrutturazione sono state installate diverse opere d'arte per esempio: Wall-Slide di Vito Acconci e Sea of Tranquility di Helene Brandt.

### Configurazione
La stazione sotterranea, quella sulla linea IND Concourse, dispone si due mezzanini, il primo possiede quattro scale che conducono sulla strada il secondo ne possiede due. Prima della ristrutturazione la stazione possedeva un unico mezzanino con gli uffici della New York City Transit Police situati su un lato. Dopo la ristrutturazione gli uffici sono stati ampliati e le aree prima aperte, chiuse con dei tornelli, dando così origine al secondo mezzanino. Sempre durante questa ristrutturazione alcune scale che conducevano alle piattaforme sono state eliminate.
La stazione sopraelevata, quella sulla linea IRT Jerome Avenue, possiede tre binari e due piattaforme laterali. Possiede, inoltre, delle uscite supplementari per gestire meglio il flusso degli spettatori dello stadio e ciò rende le piattaforme di questa stazione più lunghe di quelle del resto della linea.
A nord di questa stazione si trova inoltre il collegamento con l'ormai demolita linea IRT Ninth Avenue, che è ancora visibile.

## Movimento
Tipica particolarità della metropolitana di New York è la divisione fra le infrastrutture utilizzate e il servizio espletato, diversamente da quanto accade nel resto del mondo, dove l'infrastruttura e il servizio si sovrappongono. Si fa distinzione quindi fra line, ovvero le infrastrutture, come per esempio la linea IND Concourse, e service, ovvero le linee che effettuano propriamente il servizio, come per esempio la linea D Sixth Avenue Express.
Possiamo, quindi, ora, affermare che la stazione di Yankee Stadium, situata sulle linee IND Concourse e IRT Jerome Avenue, è servita dalle linee:
- 4 Lexington Avenue Express, sempre attiva;[8]
- B Sixth Avenue Express, attiva solo nelle ore di punta;[9]
- D Sixth Avenue Express, sempre attiva, tranne nelle ore di punta nella direzione di picco.[10]

## Servizi
L'intero complesso è accessibile ai portatori di disabilità, grazie a una serie di ascensori. È, inoltre, una delle poche stazioni della rete che dispone di servizi igienici.
- Biglietteria a sportello
- Biglietteria automatica
- Servizi igienici

## Interscambi
La stazione costituisce un punto di interscambio con la Metro-North Railroad presso la stazione di Yankees-East 153rd Street. Inoltre, in superficie, effettuano fermata alcune linee automobilistiche gestite da NYCT Bus.
- Stazione ferroviaria
- Fermata autobus